# 別業
別業（なりどころ/べつぎょう）とは、古代貴族の別荘のこと。田荘（たどころ）を「なりどころ」と読ませて表記する事例もある。

## 概要
『日本書紀』には有力者の別業・田荘（田家）の存在が記されている。「別業」と「田荘」が同じ訓で読まれることから、別業には田畑や山林などが付属・経営されていて、所有者の政治的・経済的基盤としての要素も含まれていたと考えられている。実際に政変などに失脚した有力者が再起を期して別業に隠遁あるいは挙兵などの行動に踏み切る事例がある（丁未の乱の物部守屋や橘奈良麻呂の乱後の藤原豊成など）。
藤原京の成立以後、貴族は京内に居住するのが一般的になったため、別業は狩猟や花見などの遊びの行う際に拠点として用いられるようになった。